# 双周协商座谈会
双周协商座谈会，简称“双谈”，是中国人民政治协商会议全国委员会定期举行的会议，是民主协商的重要形式之一。

## 历史
早在中华民国时期的1947年，中共中央香港分局成立，下设中共中央香港分局统战委员会，书记为连贯。中共中央香港分局统战委员会向在香港设有总部或代表机构的各民主党派倡办“双周座谈会”，共同分析内地时局。双周座谈会由各党派轮流主持，常常一周在天后庙道4号四楼连贯家召开，一周在罗便臣道92号李济深家召开。1948年5月初，各民主党派看到中共中央“五一口号”之后，双周座谈会变为连日讨论，经过连续两天发言，与会的十二位民主党派负责人及无党派民主人士，代表各党派和各界于1948年5月5日联名发表了响应“五一口号”的通电。
中华人民共和国成立后，1950年3月，各民主党派、无党派民主人士联合发起，由参加中国人民政治协商会议全国委员会的中国共产党、各民主党派、各人民团体所派代表及中国人民政治协商会议全国委员会常务委员为主体，召开双周座谈会，座谈时事政治。双周座谈会每两周举办一次。1955年4月15日，中国人民政治协商会议第二届全国委员会常务委员会第五次会议决定，双周座谈会改为不定期举行，由秘书长根据情况召集。1957年后，双周座谈会改称各民主党派、无党派民主人士座谈会，而人民团体不再派代表参加。从1950年4月到1966年7月，共举行过114次座谈，文化大革命开始后停止举办。
2012年中共十八大确立“社会主义协商民主制度”。2013年3月俞正声当选中国人民政治协商会议第十二届全国委员会主席后，在第一次常委会上提出多开座谈会，以界别为基础，专题协商与对口协商相结合，增加工作频度，扩大全国政协委员参与。2013年9月18日，在全国政协第六次主席会议上，主席团审议通过《双周协商座谈会工作办法（试行）》。2013年10月22日，第一次双周协商座谈会举行。2017年5月18日政协第十二届全国委员会第五十九次主席会议通过了《中国人民政治协商会议全国委员会双周协商座谈会工作规则》。
双周协商座谈会和中国人民政治协商会议全国委员会全体会议、中国人民政治协商会议全国委员会常务委员会会议形成了中国人民政治协商会议全国委员会的议政体系。每年举办1次全体会议、4次常务委员会会议、20次双周协商座谈会。自第十二届起，全国政协的专题协商分为两个层面：第一层面是专题议政性常委会议和专题协商会，第二层面是双周协商座谈会。
2015年，中共中央办公厅印发《关于加强人民政协协商民主建设的实施意见》，对完善双周协商座谈会制度提出要求。与此同时，各地方政协借鉴全国政协双周协商座谈会的做法，根据当地需要，相继开始举办协商座谈会。

## 形式
双周协商座谈会每两周举行一次，每次约20位全国政协委员参加，以非中共人士为主。邀请各界别全国政协委员特别是民主党派成员、无党派人士座谈，对中国共产党制定的各项方针政策，中国共产党同各民主党派、人民团体的关系，统一战线工作，国际、国内时事政治等问题交换意见。
双周协商座谈会采用专题协商和对口协商相结合的形式，参会人员主要是和专题有关界别的全国政协委员，其中多数是和专题有关的专家学者。此外还邀中共中央、国务院有关部门负责人直接到会听取意见。全国政协委员们在双周协商座谈会上所提的意见建议许多已被中共中央、国务院采纳。
双周协商座谈会大部分议题来自全国政协的年度协商计划。此外还有的议题根据中央所需协商问题酌情安排，或者由全国政协主席亲自命题。2014年20个议题中，15个来自年度协商计划。
2017年通过的《中国人民政治协商会议全国委员会双周协商座谈会工作规则》将双周协商座谈会工作制度化，其中第五条规定：“双周协商座谈会议题由办公厅向全体委员、各专门委员会、各省（自治区、直辖市）委员会等征集，征求中共中央和国务院有关部门、各民主党派中央和全国工商联意见，与国务院办公厅会商安排建议；主席会议审议年度双周协商座谈会安排，确定议题、时间及承办单位。重点议题纳入年度协商计划，报中共中央审定。”第六条规定：“双周协商座谈会由相关专门委员会承办，部分议题邀请民主党派中央和全国工商联共同承办。办公厅负责会议组织协调工作。”